# Kubai aratinga
A kubai aratinga (Psittacara euops) a madarak osztályának papagájalakúak (Psittaciformes) rendjébe és a papagájfélék (Psittacidae) családjába tartozó faj.

## Rendszerezése
A fajt Johann Georg Wagler német ornitológus írta le 1832-ben, a Sittace nembe Sittace euops néven.

## Előfordulása
Kuba területén honos. Természetes élőhelyei a szubtrópusi vagy trópusi száraz erdők és szavannák. Állandó, nem vonuló faj.

## Megjelenése
Testhossza 26 centiméter.

## Természetvédelmi helyzete
Az elterjedési területe kicsi, szétaprózott és csökken, egyedszáma 1500-7000 példány közötti és szintén csökken. A Természetvédelmi Világszövetség Vörös listáján sebezhető fajként szerepel.